# Po Nagar
Po Nagar ist ein ehemaliger hinduistischer Tempelkomplex des Champa-Reiches in Nha Trang, einer Küstenstadt im Süden Vietnams. Die Tempelanlage wurde um die Mitte des 8. Jahrhunderts von den Cham gegründet, im 9. Jahrhundert erweitert und nach ihrer Zerstörung im 11. Jahrhundert wiederaufgebaut. Der Haupttempel (Cham-Sprache: kalan) aus dem 11. Jahrhundert ist das letzte große Bauwerk der Cham-Architektur.
Namensgeberin ist die lokale Schutzgöttin Po Nagar, auch Yan Pu Nagara. Sie steht in Verbindung mit der Cham-Fruchtbarkeitsgöttin Uroja („Mutterbrust“), der in Gestalt einer Schlange (naga) erscheinenden Schöpfergottheit und mit der indischen Göttin Bhagavati (auch Durga), der Gattin Shivas. Die Lage der Tempel direkt über dem Meer stellt ferner eine Beziehung zur indonesischen göttlichen Königin Nyai Loro Kidul her.

## Tempelgöttin
Die in der Tempelanlage verehrte Göttin hat viele Namen. Sie ist im Zusammenhang zu sehen mit der Kultur der Khmer, die ihren Höhepunkt in Angkor Wat findet. Im Vietnamesischen wird die Göttin als Thiên Y Thánh Mâu verehrt. Zahllose vietnamesische Legenden ranken sich um die Göttin Thiên Y Thánh Mâu und ihren Tempel. Bis heute ist Thiên Y Thánh Mâu die Stadtgöttin von Nha Trang.

## Bauwerk

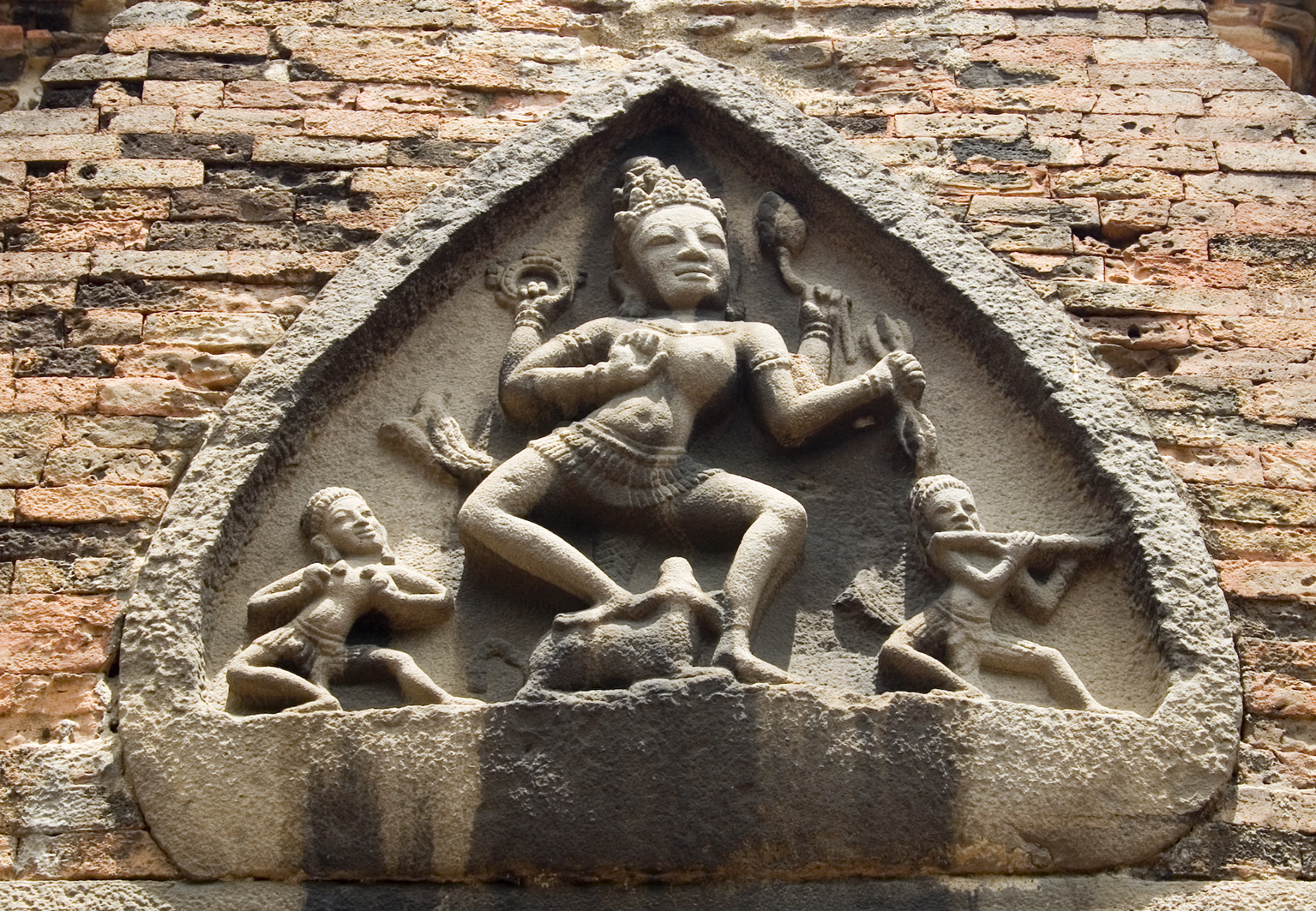
Durga besiegt den Büffeldämon Mahishasura. In ihren Händen hält sie ein Rad (Sanskrit chakra), eine Lotosblüte (padma) und einen Dreizack (trishuli). Tympanon über dem Eingang des Haupttempels.

Aus einer Stele, die auf das Jahr 781 n. Chr. datiert wird, geht hervor, dass der König der Cham, Satyavarman, nach der Wiederherstellung seiner Macht in der Region des heutigen Nha Trang einen zerstörten Tempel wiederhergestellt habe.
Die Anlage wurde aus gebrannten roten Ziegeln auf einem Hügel errichtet und überragt die Mündung des Flusses Song Cai in das Südchinesische Meer. Sie besteht aus einer Meditationshalle am Fuße des Hügels und vier einzeln stehenden Tempeln, die den Hindugöttern Hanuman, Ganesh, Shiva und Yan Po Nagar geweiht sind. Der Turm des Haupttempels hat eine Höhe von etwa 32 Metern.
Die gesamte Anlage wurde aufwendig restauriert und befindet sich heute in einem sehr guten Zustand.